# 命短し恋せよ乙女
『命短し恋せよ乙女』（いのちみじかしこいせよおとめ）は、MOSHIMOの1枚目のミニアルバム。2016年9月21日にラストラム・ミュージックエンタテインメントから発売された。

## 概要
CHEESE CAKE名義でリリースした前作『YEARS』から約2年ぶりのアルバムリリースとなり、MOSHIMO改名後初のアルバム作品となった。収録曲「大嫌いなラブソング」は、改名直後にライブ会場限定の自主制作シングルとしてリリースした楽曲である。
表題曲は、2018年3月21日に発売された1stフルアルバム『圧倒的少女漫画ストーリー』にも収録されている。
表題曲は、2018年12月19日に、アーケードゲーム『太鼓の達人』に追加収録された。

## 収録内容
| 全作詞・作曲: 岩淵紗貴・一瀬貴之。 |                        |                      |                      |         |      |
| #                                  | タイトル               | 作詞                 | 作曲・編曲           | 編曲    | 時間 |
| 1.                                 | 「命短し恋せよ乙女」   | 岩淵紗貴 ・ 一瀬貴之 | 岩淵紗貴 ・ 一瀬貴之 | MOSHIMO | 3:44 |
| 2.                                 | 「ジレンマ」           | 岩淵紗貴 ・ 一瀬貴之 | 岩淵紗貴 ・ 一瀬貴之 | MOSHIMO | 3:40 |
| 3.                                 | 「大嫌いなラブソング」 | 岩淵紗貴 ・ 一瀬貴之 | 岩淵紗貴 ・ 一瀬貴之 | MOSHIMO | 4:17 |
| 4.                                 | 「ミラーボール」       | 岩淵紗貴 ・ 一瀬貴之 | 岩淵紗貴 ・ 一瀬貴之 | MOSHIMO | 4:02 |
| 5.                                 | 「猫かぶる」           | 岩淵紗貴 ・ 一瀬貴之 | 岩淵紗貴 ・ 一瀬貴之 | MOSHIMO | 4:03 |
| 6.                                 | 「星になれ」           | 岩淵紗貴 ・ 一瀬貴之 | 岩淵紗貴 ・ 一瀬貴之 | MOSHIMO | 3:05 |

## タイアップ
命短し恋せよ乙女
映画『マスタード・チョコレート』挿入歌
猫かぶる
映画『マスタード・チョコレート』挿入歌